# Toyota GT-One
Toyota GT-One, ou Toyota TS020, foi um esporte protótipo desenvolvido pela fabricante japonesa Toyota em associação com sua divisão de competição Toyota Team Europe para competição nos eventos de automobilismo das 24 Horas de Le Mans de 1998 e 1999 em Le Mans,  França.  O projeto coordenado por Andre de Cortanze, foi um esforço da fabricante japonesa para substituir os seus ultrapassados modelos do Group C que tornaram a fabricante, outrora, bem sucedida na competição.
Apesar da mal sucedida campanha em 1998 e dois segundos lugares gerais em 1999 o veículo foi considerado uma boa campanha pela montadora repetindo a segunda colocação na edição de 1994. A montadora retornou a provas longa duração apenas em 2012 em parte pelo seu envolvimento na participação do campeonato de Fórmula 1 culminando nesse período com a saída da equipe de fábrica em provas de resistência além de campeonatos de automobilismo incluindo a participação na WRC.

## Projeto

### 1995–1996: eventos anteriores
Após a extinção da categoria dos Group C para as 24 Horas de Le Mans de 1994, e a introdução da categoria de GT em seu lugar, a Toyota decidiiria alterar seus planos de forma a se tornar participativa nessa nova categoria, a partir da corrida do ano seguinte. Contudo, o principal obstáculo enfrentado pela construtora eram as novas regras impostas pela Federação Internacional do Automóvel (FIA) e a Automobile Club de l'Ouest (ACO) para a categoria em 1995: carros que competissem na categoria deveriam ser construídos a partir de um modelo de rua. Isso impedia que o Toyota 94C-V, antiga campanha da equipe, viesse a participar. Sem possibilidades de utilizar seus carros de competição incluindo o Toyota TS010 de campanha, em 1993, a montadora decide direcionar seus esforços para um novo projeto ingressando com dois modelos diferentes de competição, todos preparados paras novas regras introduzidas pela FIA: o Toyota Supra LM GT e o Toyota MC8R, a partir da equipe SARD Racing Team.
O Toyota Supra referido apenas por Toyota Supra LM GT foi o primeiro modelo a ser introduzido para categoria GT1 em 1995. Em Le Mans, o carro obteve a 30º posição na qualificação  e problemas de assoalho durante a prova. Mais tarde a transmissão apresentou defeitos, fazendo com que o carro regressa-se aos boxes. Novos problemas relacionados ao assoalho do carro e a transmissão se repetiram além de excessiva temperatura no cockpit dos pilotos. A equipe conseguiria finalizar as 24 Horas de Le Mans 1995 em décimo quarto lugar na sua categoria.  Em 1995,  o modelo Toyota MC8, versão de rua necessária para homologação do SARD MC8R de corrida foi lançado. O carro ingressou no ano para competição em Le Mans mas abandonou a corrida quatorze voltas após o seu início.
Em 1996 a equipe trouxe seus dois projetos de campanha as pistas novamente. Para esse ano, problemas relacionados ao assoalho do Toyota Supra GT LM se repetiram incluindo defeitos no sistema de exaustão e/ou escapamento e defeitos repetitivos no freio vinham acontecendo obrigando o carro a parar nos boxes. Na volta 205, o piloto Hidetoshi Mitsusada se envolveu em um acidente, fazendo com que o Toyota Supra LM GT abandonasse a competição. O SARD MC8-R vinha competindo sem grandes problemas apesar da penúltima posição. No final do ano a Toyota obteve como melhor posição o vigésimo quarto lugar.
Com todos os esses problemas, a fabricante japonesa resolveu abandonar sua campanha de GT e retirou-se das 24 Horas de Le Mans 1997, para poder se direcionar para o projeto de um novo carro de GT para o evento do ano seguinte. Todavia, o carro SARD MC8-R, que havia até então sido liderado sob campanha da montadora japonesa ainda é inscrito para prova francesa de 1997. Sem apoio técnico direto o carro não obteve o tempo necessário para que pudesse ingressar na corrida.

### 1997: desenvolvimento
Entre 1995 e 1996 a fabricante nipônica se associou com a equipe japonesa  SARD,  no entanto, para 1997, decidiria tomar como apoio a sua própria divisão técnica de competição com sede em Colónia, Alemanha,  a Toyota Team Europe. Operando também em conjunto com a Dallara Automobili  Andre de Cortanze, diretor técnico da divisão da Toyota e ex-designer na Fórmula 1 lideraram esforços para construção de um novo carro para o regulamento GT1. Neste processo pranchetas de desenho foram substituídas por sistemas avançados de CAD o que permitia uma maior precisão no desenho.
Para o benefício próprio, Cortanze havia explorado a regulamentação colocada pela Automobile Club de l'Ouest (ACO), principal órgão regulamentador do evento das 24 Horas de Le Mans, para desenvolver o novo carro da Toyota exclusivamente para classe GT1. Como exigência, o modelo de rua necessário para homologação do carro de corrida, deveria possuir alguns requisitos como: duas poltronas  e um espaço que comportasse pelo menos uma mala pequena.
Após nove meses de trabalho, a Toyota libera seu primeiro chassi em outubro de 1997, em menos de um ano de trabalho previsto, desde o início do projeto. Para homologação do carro, seria necessário ainda a construção de uma versão de rua, para que pudesse participar na categoria inscrita. Norbert Kreyer, diretor técnico da divisão de motores da Toyota Team Europe, realizou ainda algumas modificações para aperfeiçoar o carro, como a redução do peso, o que garantia uma redução do consumo de combustível e o aumento do limite de velocidade final do carro.
Em dezembro de 1997, a Toyota libera para testes o novo carro para sua campanha em 1998.

### Motor
A configuração adotada pela Toyota foi a configuração V8, que se mostrava mais confiável do que outras configurações. Esta escolha foi dada levando em conta a durabilidade, exigido pelas provas de resistência como as 24 horas de Le Mans. A câmera do motor possui uma capacidade máxima de 3,6l de combustível, resultando em 3578 cc. Em conjunto com motor operavam dois turbocompressores Garrett. No total o motor desempenhava 600 bhp potência mecânica a 6000 rpm com um torque máximo de 649 N m a 6000 rpm. A maior velocidade registrada em competição, se deu nos treinos livres para as 24 Horas de Le Mans 1999 onde registrou 351 km/h.

## Competição

### 24 Horas de Le Mans de 1998

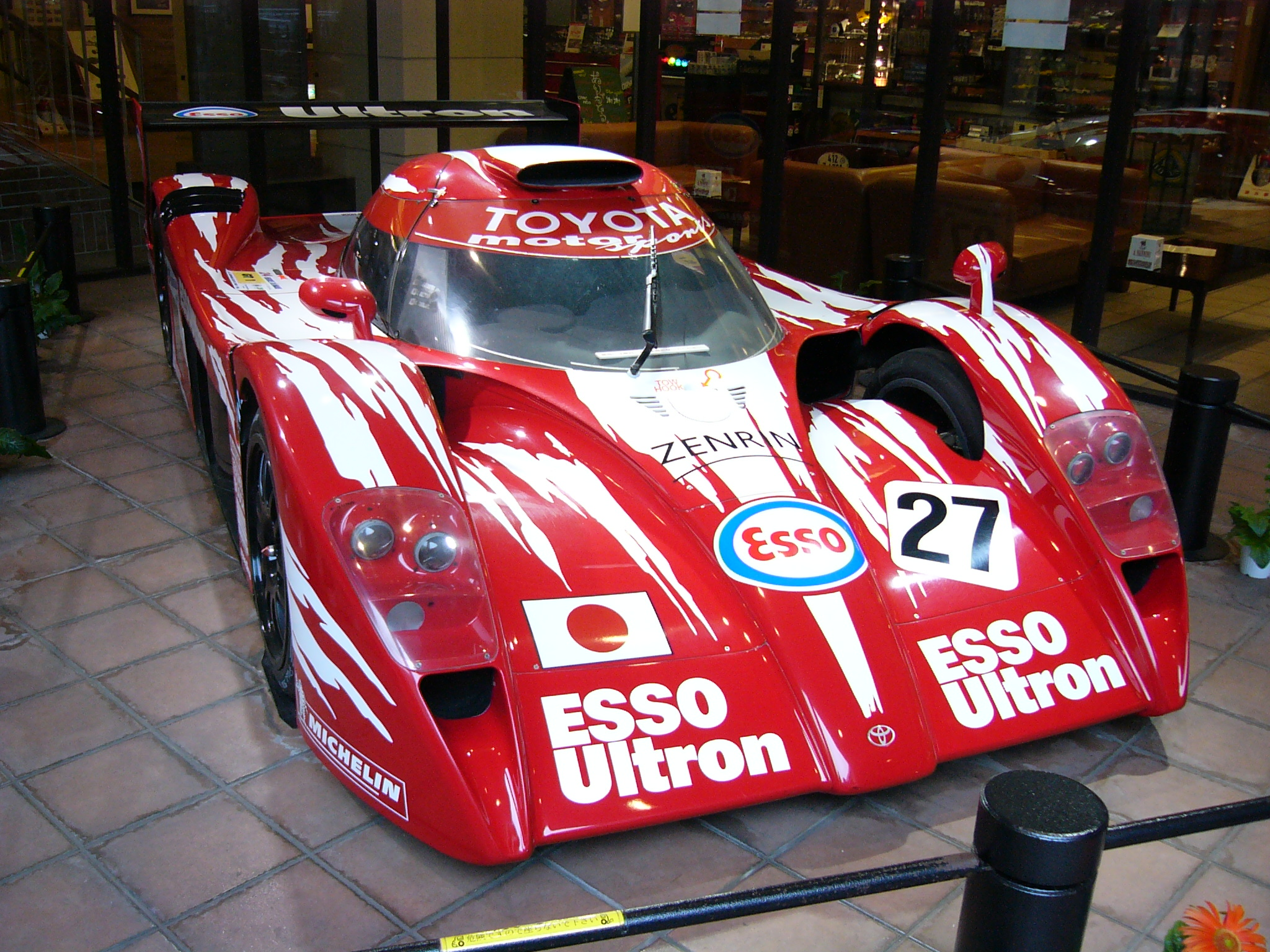
Toyota GT-One #27 de Ukyo Katayama, Keiichi Tsuchiya e Toshio Suzuki encerrou em 9° colocação em Le Mans 1998.

O primeiro aparecimento do novo protótipo da Toyota realizou-se no dia de ensaio oficial para as 24 Horas de Le Mans 1998, em maio. Nesse dia três novos chassis do Toyota GT-One foram apresentados a público. Mais tarde, os carros iniciaram obtendo os melhores tempos nos treinos livres, com  segundo, quinto, e décimo lugares. Posteriormente, para a semana da prova, todos os três carros repetiram seus bons desempenhos, qualificando-se em segundo, sétimo e oitavo lugares. Seus principais concorrentes eram as fabricantes alemãs Mercedes-Benz, com modelo Mercedes-Benz CLK-LM, Porsche, com a nova versão do Porsche 911 GT1 e a Nissan com o Nissan R390 GT1 LM.
A primeira perda da equipe Toyota aconteceu nas horas iniciais da corrida, com veículo número vinte e oito, do piloto Martin Brundle que sofreu um acidente em alta velocidade, ocasionado pela falha dos freios, onde colidiu fortemente em uma barreira de pneus. Os dois outros veículos continuaram a competir pelas dez primeiras posições. Perto do horário de encerramento, o Toyota GT-One número vinte e nove sofreu uma falha na caixa de transmissão, privando a Toyota de obter o melhor resultado da corrida. Assim, a equipe foi deixado o nono lugar na corrida, com a entrada do veículo número vinte e sete, que terminou a corrida vinte e duas voltas atrás do vencedor Porsche 911 GT1, após ser obrigado a regressar ao pit-stop pelo rompimento de um de seus pneus.
O abandono dos três veículos da equipe foi um duro golpe para a fabricante Toyota, após a extensa temporada na fabricação e testes.

#### Resultados[23]
| N° | Categoria | Equipe                               | Pilotos                                      | Veículo                   | Treinos | Classificação final na corrida          |
| N° | Categoria | Equipe                               | Pilotos                                      | Motor                     | Treinos | Classificação final na corrida          |
| -- | --------- | ------------------------------------ | -------------------------------------------- | ------------------------- | ------- | --------------------------------------- |
| 27 | GT1       | Toyota Motorsport Toyota Team Europe | Ukyo Katayama Toshio Suzuki Keiichi Tsuchiya | Toyota GT-One             | 8º      | 9º - 326 voltas (25 do final)           |
| 27 | GT1       | Toyota Motorsport Toyota Team Europe | Ukyo Katayama Toshio Suzuki Keiichi Tsuchiya | Toyota R36V 3.6L Turbo V8 | 8º      | 9º - 326 voltas (25 do final)           |
| 28 | GT1       | Toyota Motorsport Toyota Team Europe | Martin Brundle Emmanuel Collard Eric Hélary  | Toyota GT-One             | 2º      | DNF (Acidente) - 191 voltas             |
| 28 | GT1       | Toyota Motorsport Toyota Team Europe | Martin Brundle Emmanuel Collard Eric Hélary  | Toyota R36V 3.6L Turbo V8 | 2º      | DNF (Acidente) - 191 voltas             |
| 29 | GT1       | Toyota Motorsport Toyota Team Europe | Thierry Boutsen Ralf Kelleners Geoff Lees    | Toyota GT-One             | 7º      | DNF (Caixa de transmissão) - 330 voltas |
| 29 | GT1       | Toyota Motorsport Toyota Team Europe | Thierry Boutsen Ralf Kelleners Geoff Lees    | Toyota R36V 3.6L Turbo V8 | 7º      | DNF (Caixa de transmissão) - 330 voltas |

### 24 Horas de Le Mans de 1999
A Toyota foi forçada a fazer alterações para o Toyota GT-One com a introdução do regulamento da LMGTP e a saída da categoria GT1. Na sessão oficial de testes em Le Mans, o GT-One's  foram  novamente rápidos, tomando o primeiro, terceiro e quinto tempos. Nesse ritmo, na fase de qualificação para a corrida, os três GT One’s obtiveram o primeiro, segundo e oitavo lugares. No início da corrida houve uma extensa troca de posições entre os principais concorrentes. Os carros da Toyota se mantiveram nas primeiras posições, apesar da luta constante com Mercedes-Benz. No entanto, uma combinação de falhas trouxe maus resultados a equipe. Parte do cascalho afiado acidentalmente trazido para a superfície da pista pelos carros concorrentes trouxe prejuízos ao primeiro dos GT-One foi perdido quando sofreu um furo em um dos seus pneus e privou Martin Brundle de completar a prova. Danificado, o carro foi incapaz de retornar aos boxes, abandonando a corrida. No meio da corrida, outro GT-One de Thierry Boutsen foi perdido com mesmo problema sobretudo com um acidente em alta velocidade, danificando permanentemente o carro.
Isso deixou a equipe somente com o carro número três, que havia retornado dos boxes após problemas mas retornara a prova ainda  correndo entre as primeiras posições da corrida. A perda novamente de dois carros, como na temporada passada, concentrou os esforços para o único veículo restante deixando a disputa entre Toyota e BMW que travaram uma briga intensa pela vitória na corrida. Porém, um contato acidental com a  BMW V12 LM de Thomas Bscher provocou novamente um furo de pneu levando o carro restante da Toyota ao pit-stop, perdendo a chance de vencer a corrida. O retorno a corrida, ainda a frente dos veículos restantes da Audi, garantiu como prêmio, o segundo lugar geral.

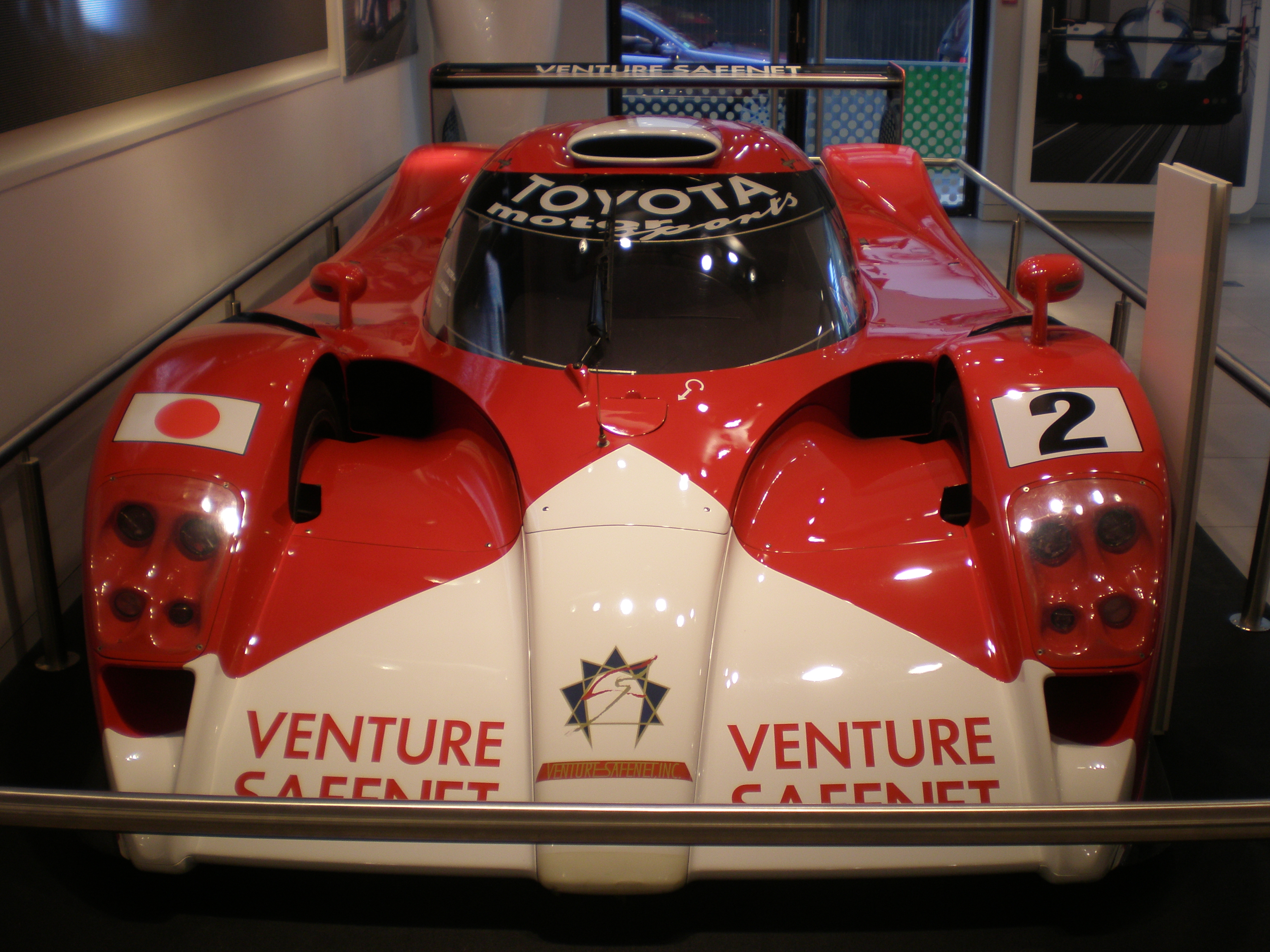
Toyota GT-One #2 de Thierry Boutsen sofreu um forte acidente no período noturno da prova.

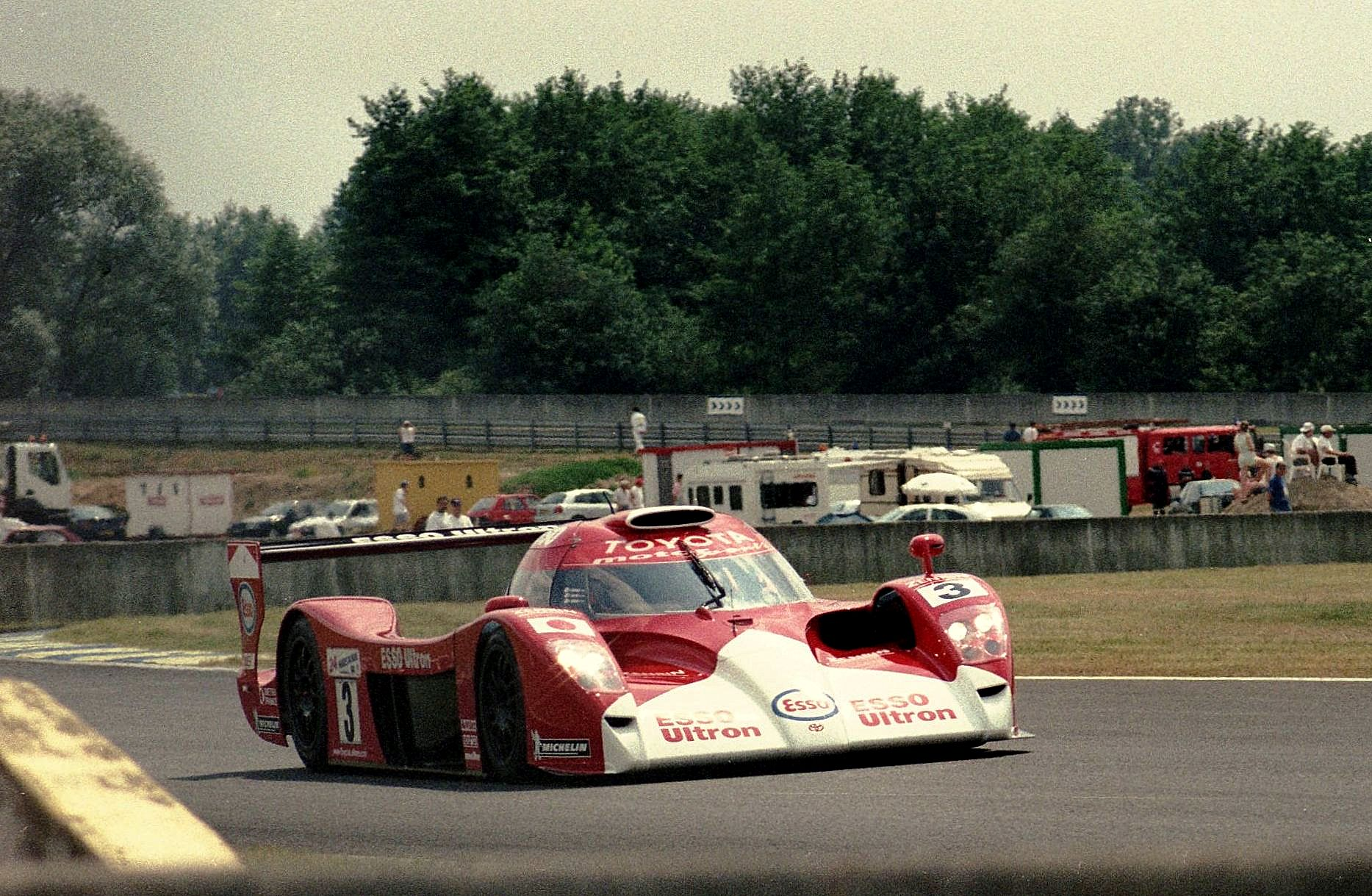
Toyota GT-One #3 foi 2° colocado geral em Le Mans 1999.

#### Resultado[25]
| N° | Categoria | Equipe                               | Pilotos                                          | Veículo                   | Treinos | Classificação final na corrida |
| N° | Categoria | Equipe                               | Pilotos                                          | Motor                     | Treinos | Classificação final na corrida |
| -- | --------- | ------------------------------------ | ------------------------------------------------ | ------------------------- | ------- | ------------------------------ |
| 3  | LM GTP    | Toyota Motorsport Toyota Team Europe | Ukyo Katayama Toshio Suzuki Keiichi Tsuchiya     | Toyota GT-One             | 8º      | 2º - 364 voltas (1 do final)   |
| 3  | LM GTP    | Toyota Motorsport Toyota Team Europe | Ukyo Katayama Toshio Suzuki Keiichi Tsuchiya     | Toyota R36V 3.6L Turbo V8 | 8º      | 2º - 364 voltas (1 do final)   |
| 1  | LM GTP    | Toyota Motorsport Toyota Team Europe | Martin Brundle Emmanuel Collard Vincenzo Sospiri | Toyota GT-One             | Pole    | DNF (Pneu furado) - 90 voltas  |
| 1  | LM GTP    | Toyota Motorsport Toyota Team Europe | Martin Brundle Emmanuel Collard Vincenzo Sospiri | Toyota R36V 3.6L Turbo V8 | Pole    | DNF (Pneu furado) - 90 voltas  |
| 2  | LM GTP    | Toyota Motorsport Toyota Team Europe | Thierry Boutsen Ralf Kelleners Allan McNish      | Toyota GT-One             | 2º      | DNF (Acidente) - 173 voltas    |
| 2  | LM GTP    | Toyota Motorsport Toyota Team Europe | Thierry Boutsen Ralf Kelleners Allan McNish      | Toyota R36V 3.6L Turbo V8 | 2º      | DNF (Acidente) - 173 voltas    |